# Sorthat-Muleby
Sorthat-Muleby is een plaats in de Deense regio Hovedstaden, gemeente Bornholm. De plaats telt 548 inwoners (2016) en ligt 5 kilometer ten noorden van Rønne en 3 kilometer ten zuiden Hasle en circa 500 meter van Bornholms westkust.
Steden: Aakirkeby · Allinge-Sandvig · Hasle · Nexø · Rønne

Dorpen: Aarsdale · Balka · Gudhjem · Klemensker · Listed · Lobbæk · Nyker · Nylars · Østerlars · Østemarie · Pedersker · Snogebæk · Sorthat-Muleby · Svaneke · Tejn · Vestermarie

Buurtschappen: Arnager · Årsballe · Boderne · Bodilsker · Bølshavn · Dueodde · Helligpeder · Ibsker · Knudsker · Melsted · Olsker · Poulsker · Rø · Rutsker · Sandkås · Smørenge · Stenseby · Teglkås · Vang

Omgeving op en nabij Bornholm: Almindingen · Christiansø · Døndalen · Ekkodalen · Ertholmene · Frederiksø · Gryet · Hammeren · Paradisbakkerne · Rytterknægten · Stammershalle · Troldeskoven